# Chnaunanthus
Chnaunanthus är ett släkte av skalbaggar. Chnaunanthus ingår i familjen Melolonthidae.
Kladogram enligt Catalogue of Life:
| Chnaunanthus | \| \| Chnaunanthus chapini \| \| \| \| \| \| Chnaunanthus discolor \| \| \| \| \| \| Chnaunanthus flavipennis \| \| \| \| |
|              | \| \| Chnaunanthus chapini \| \| \| \| \| \| Chnaunanthus discolor \| \| \| \| \| \| Chnaunanthus flavipennis \| \| \| \| |
|              | Chnaunanthus chapini |
|              | |
|              | Chnaunanthus discolor |
|              | |
|              | Chnaunanthus flavipennis                                                                                                  |
|              | |